# OpenShot
OpenShot Video Editor és un editor de vídeo no lineal de codi obert programat en Python, GTK, i el framework MLT. El projecte va ser iniciat a l'agost de 2008 per Jonathan Thomas amb l'objectiu de proveir un editor de vídeo gratuït, robust i fàcil d'usar per a la plataforma GNU/Linux.

## Característiques d'OpenShot
- Suport per a molts formats de vídeo, àudio i imatge estàtica (basat en FFMPEG).
- Integrat amb Gnome (arrossegar i deixar anar).
- Múltiples pistes de vídeo i àudio.
- Edició ajustada a les reixeta de temps o altres clips, i cort de metratge.
- Transicions de vídeo amb previsualitzacions en temps real.
- Composició digital, superposició d'imatge, marca d'aigua.
- Títols animats en 3D.
- Plantilles de títols, creació de títols, subtítols.
- Admet SVG per crear títols i crèdits.
- Clips de color sòlid (incloent composició alfa).
- Suport per arrossegar i deixar anar en la línia de temps.
- Reproducció quadre per quadre amb les tecles: J,K, i L.
- Codificació de vídeo (basat en FFMPEG).
- Animació per quadre clau.
- Zoom digital per als clips de vídeo.
- Canvi de velocitat de reproducció dels clips.
- Suporta màscares personalitzades per a les transicions.
- Escalat de vídeo (grandària de quadre).
- Mescla i edició d'àudio.
- Efecte Ken Burns.
- Efectes digitals de vídeo, incloent lluentor, gamma, tonalitat, escala de grisos, inserció chroma (pantalla verda o blava), i altres 20 efectes.
- Llest per treballar amb vídeo d'alta definició com HDV i AVCHD.

## Formats i codecs de vídeo suportats
| Tipus                                    | Format  | Còdec de Vídeo | Còdec d'Àudio | Bitrate de Vídeo Suggerit | Bitrate d'Àudio Suggerit                  | Perfil de Projecte Suggerit                   | Notes d'Ús                                                                                           |
| Discs AVCHD                              | MPEG-TS | libx264        | libfaac       | 15 Mbit/s -> 40 Mbit/     | 256 kbit/                                 | ATSC 1080i 50 Hz                              | 1920x1080 Entrellaçat Per a discos Blu-Ray i AVCHD                                                   |
| Discs AVCHD                              | MPEG-TS | libx264        | ac3           | 15 Mbit/s -> 40 Mbit/     | 256 kbit/                                 | ATSC 1080i 50 Hz                              | 1920x1080 Entrellaçat Per a discos Blu-Ray i AVCHD                                                   |
| Discs AVCHD                              | MPEG-TS | libx264        | libfaac       | 15 Mbit/s -> 40 Mbit/     | 256 kbit/                                 | ATSC 1080i 60 Hz                              | 1920x1080 Entrellaçat Per a discos Blu-Ray i AVCHD Disks (a USA), no necessàriament en TV's modernes |
| AVCHD Alta Definició                     | MKV     | libx264        | libfaac       | 15 Mbit/s -> 40 Mbit/     | 256 kbit/                                 | ATSC 1080p 25 Hz                              | 1920x1080 Progressiu per reproduir en computadors                                                    |
| AVCHD Alta Definició                     | MKV     | libx264        | ac3           | 15 Mbit/s -> 40 Mbit/     | 256 kbit/                                 | ATSC 1080p 25 Hz                              | 1920x1080 Progressiu per reproduir en computadors                                                    |
| QuickTime Alta Definició                 | mov     | libx264        | libfaac       | 15 Mbit/s -> 40 Mbit/     | 256 kbit/                                 | ATSC 1080p 25 Hz                              | 1920x1080 AVCHD Quicktime 7 Progressiu                                                               |
| QuickTime Alta Definició                 | mov     | libx264        | ac3           | 15 Mbit/s -> 40 Mbit/     | 256 kbit/                                 | ATSC 1080p 25 Hz                              | 1920x1080 AVCHD Quicktime 7 Progressiu                                                               |
| QuickTime Apple TV                       | mov     | libx264        | libfaac       | 5 Mbit/                   | 256 kbit/                                 | ATSC 720p 30 Hz                               | 1280x720 29.97Hz AVCHD Quicktime 7 Progressiu per a Publicar a la Web                                |
| QuickTime Web                            | mov     | libx264        | ac3           | 15 Mbit/s -> 40 Mbit/     | 256 kbit/                                 | ATSC 720p 30 Hz                               | 1280x720 29.97Hz AVCHD Quicktime 7 Progressiu per a Publicar a la Web                                |
| QuickTime Web                            | ipod    | libx264        | libfaac       | 1.25 Mbit/s -> 1.5 Mbit/  | 128 kbit/sto160 kbit/                     | NTSC Quadrat                                  | 640x480 29.97Hz AVCHD Quicktime 7                                                                    |
| QuickTime iPod                           | ipod    | libx264        | libfaac       | 1.25 Mbit/s -> 1.5 Mbit/  | 128 kbit/sto160 kbit/                     | Una cambra de NTSC Quadrat                    | 320x240 29.97Hz AVCHD Quicktime 7                                                                    |
| DVD                                      | vob     | MPEG-2         | ac3           | 5 Mbit/s -> 10 Mbit/      | 256 kbit/                                 | DV PAL DV PAL Pantalla Ampla                  | Només per a pel·lícula de definició estàndard! No per a apte para HD                                 |
| DVD                                      | vob     | MPEG-2         | ac3           | 5 Mbit/s -> 10 Mbit/      | 256 kbit/                                 | DV NTSC DV NTSC Pantalla Ampla                | Només per a pel·lícula de definició estàndard! No apte per a HD                                      |
| Xbox 360                                 | mov     | libx264        | libfaac       | 2 Mbit/s -> 5 Mbit/       | 256 kbit/                                 | DV NTSC Pantalla Ampla HDV 720 30p HDV 720 60 | |
| Xbox 360                                 | mp4     | libx264        | libfaac       | 2 Mbit/s -> 5 Mbit/       | 256 kbit/                                 | DV NTSC Pantalla Ampla HDV 720 30p HDV 720 60 | |
| Vimeo Alta Definició                     | mp4     | libx264        | libfaac       | 3 Mbit/s -> 5 Mbit/       | 128 kbit/s -> 320 kbit/s 44.1 kHz estèreo | HDV 720 25p HDV 720 30p                       | 1280x720 els píxels han d'anar en mode d'entrellaçat o progressiu                                    |
| Vimeo Definició Estàndard                | mp4     | libx264        | libfaac       | 2 Mbit/                   | 128 kbit/s -> 320 kbit/s 44.1 kHz estèreo | NTSC Quadrat                                  | 640x480 els píxels han d'anar en mode d'entrellaçat o progressiu                                     |
| Vimeo Definició Estàndard Pantalla Ampla | mp4     | libx264        | libfaac       | 3 Mbit/                   | 128 kbit/s -> 320 kbit/s 44.1 kHz estèreo | NTSC Quadrat Pantalla Ampla                   | 854x480els píxels han d'anar en mode d'entrellaçat o progressiu                                      |
| Flickr Alta Definició                    | mov     | libx264        | ac3           | 5 Mbit/                   | 256 kbit/                                 | HDV 720 30p                                   | 1280x720 els píxels han d'anar en mode d'entrellaçat o progressiu                                    |
| Picasa                                   | mpeg    | mpeg2video     | mp2           | 2 Mbit/                   | 256 kbit/                                 | NTSC Quadrat                                  | 640x480 es convertirà a 480x360 o 320x240 Flash                                                      |
| YouTube                                  | mpeg    | mpeg2video     | mp2           | 2 Mbit/                   | 256 kbit/                                 | NTSC Quadrat                                  | 640x480 es convertirà a 480x360 o 320x240 Flash                                                      |
| YouTube Alta Definició                   | mp4     | libx264        | libfaac       | 2 Mbit/s -> 8 Mbit/       | 128 kbit/s -> 320 kbit/s 44.1 kHz estèreo | HDV 720 25p HDV 720 30p                       | 1280x720 els píxels han d'anar en mode d'entrellaçat o progressiu                                    |
| YouTube Full HD                          | mp4     | libx264        | libfaac       | 8 Mbit/s -> 15 Mbit/      | 128 kbit/s -> 320 kbit/s 44.1 kHz estèreo | HDV 1080 25p HDV 1080 30p                     | 1920x1080 els píxels han d'anar en mode d'entrellaçat o progressiu                                   |
| Nokia nHD                                | mp4     | libxvid        | libfaac       | 1.25 Mbit/                | 128 kbit/s -> 320 kbit/s 44.1 kHz estèreo | Nokia nHD                                     | 640x360 Nou Estàndard per a Dispositius S60 de cinquena Edició (descatalogats)                       |
| MetaCafe                                 | mp4     | mpeg4          | libmp3llepa   | 2 Mbit/                   | 256 kbit/                                 | NTSC Quadrat                                  | 640x480 es convertirà a 320x240 Flash                                                                |

## Captures de pantalla

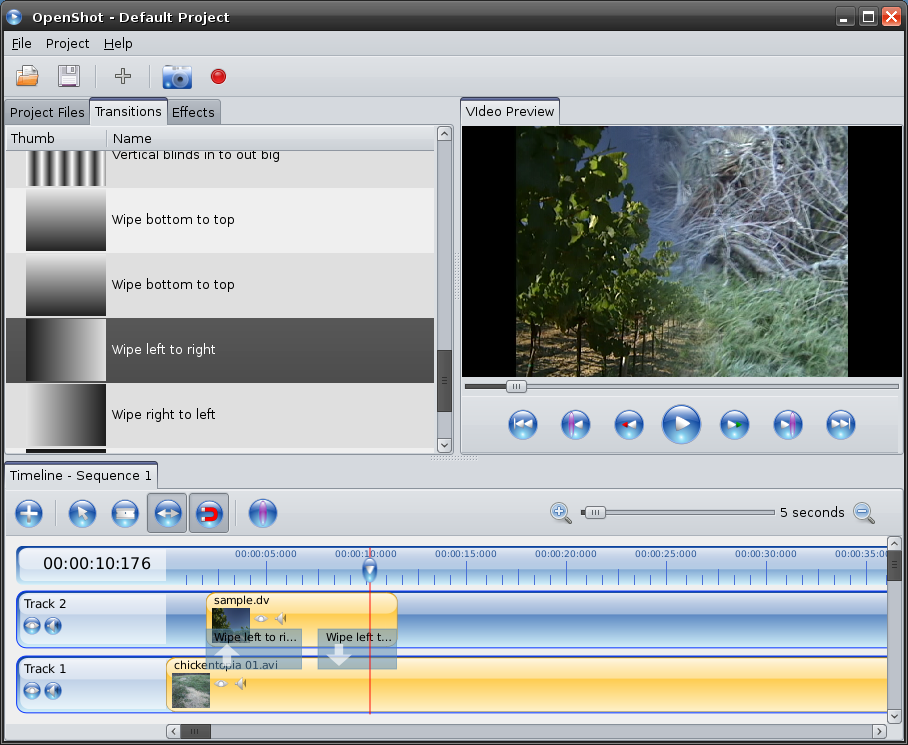
Transició escaneig suau d'esquerra a dreta.
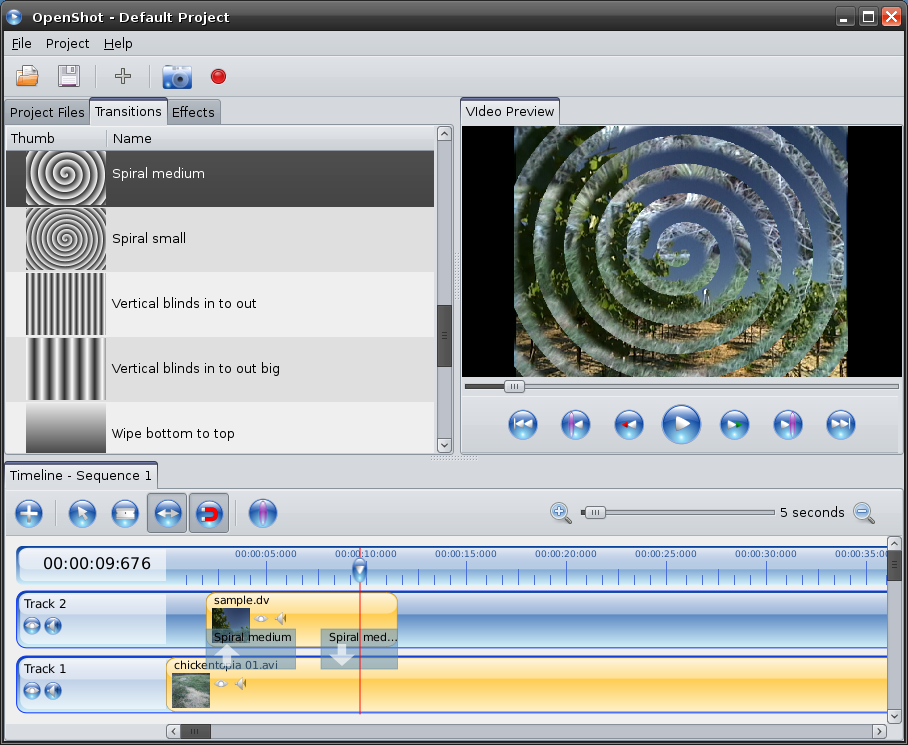
Transició escaneig en espiral.
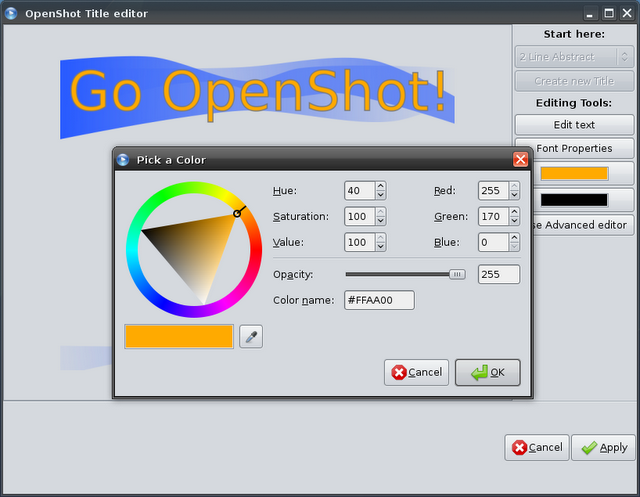
Crear un títol.
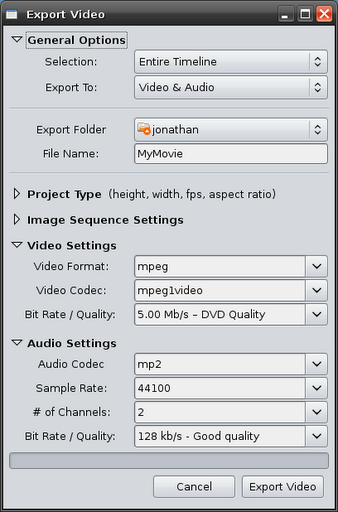
Diálgo d'exportació de vídeo